# Nanwan (socken i Kina)
Nanwan (kinesiska: 南湾, 南湾乡) är en socken i Kina. Den ligger i den autonoma regionen Inre Mongoliet, i den norra delen av landet, omkring 200 kilometer öster om regionhuvudstaden Hohhot.
Genomsnittlig årsnederbörd är 588 millimeter. Den regnigaste månaden är juli, med i genomsnitt 146 mm nederbörd, och den torraste är december, med 3 mm nederbörd.